# Archidiecezja Nueva Segovia
Archidiecezja Nueva Segovia, diecezja rzymskokatolicka na Filipinach. Powstała w 1595 jako diecezja. Promowana  w 1951 do rangi archidiecezji i siedziby metropolii.

## Lista biskupów
- Miguel de Benavides, O.P. † (1595 - 1602)
- Diego Soria, O.P. † (1602 - 1613)
- Miguel García Serrano, O.S.A. † (1616 - 1618)
- Juan Rentería † (1618 - 1626)
- Fernando Guerrero, O.S.A. † (1627 - 1634)
- Diego Aduarte, O.P. † (1634 - 1636)
- Fernando Montero Espinosa † (1639 - 1646)
- Rodrigo Cárdenas, O.P. † (1650 - 1661)
- Jose Millan de Poblete † (1675 - data nieznana)
- Francisco Pizaro de Orellana † (1680 - 1683)
- Diego Gorospe de Irala, O.P. † (1699 - 1715)
- Pedro Mejorada, O.P. † (1717 - 1719)
- Jeronimo Herrera y Lopez † (1724 - 1742)
- Manuel del Rio Flores, O.P. † (1744 - 1745)
- Juan de Arechederra, O.P. † (1750 - 1751)
- Juan de La Fuente Yepes † (1753 - 1757)
- Bernardo de Ustariz, O.P. † (1763 - 1764)
- Miguel García San Esteban, O.P. † (1768 - 1779)
- Agustín Pedro Blaquier, O.S.A. † (1801 - 1803)
- Cayetano Pallás, O.P. † (1806 - 1814)
- Francisco Albán Barreiro, O.P. † (1817 - 1837)
- Rafael Masoliver, O.P. † (1846 - 1846)
- Vicente Barreiro y Pérez, O.S.A. † (1848 - 1856)
- Juan José Aragonés, O.S.A. † (1865 - 1872)
- Mariano Cuartero y Sierra, O.A.R. † (1874 - 1887)
- José Hevía y Campomanes, O.P. † (1889 - 1903)
- Dennis Joseph Dougherty † (1903 - 1908)
- James Jordan Carroll † (1908 - 1912)
- Peter Joseph Hurth,  † (1913 - 1926)
- Santiago Caragnan Sancho † (1927 - 1966)
- Juan C. Sison † (1966 - 1981)
- Jose Tomas Sanchez (1982 - 1986)
- Orlando Quevedo, O.M.I. (1986 - 1998)
- Edmundo Abaya (1999 - 2005)
- Ernesto Salgado (2005 - 2013)
- Marlo Peralta (od 2013)